# 日胤 (日本寺)
日胤（にちいん、生没年未詳）は、鎌倉時代の日蓮宗の僧。日本寺三世。
千葉胤貞の猶子。父は大田茂明で、弟に日貞がいる。

## 経歴
- 正安2年（1300年）頃、浄光院を開創。

## 参考資料
- 渡辺宝陽、中尾尭監修『日蓮 久遠のいのち』平凡社 別冊太陽日本のこころ206（2013年）